# Poursuite à Luna-Park
Pour plus de détails, voir Fiche technique et Distribution.
Poursuite à Luna-Park (Sugar Daddies) est un film muet américain réalisé par Fred Guiol, sorti en 1927.

## Synopsis
Lorsqu'il se réveille ce matin-là, Cyrus Brittle a un sacré mal au crâne que l'énorme bloc de glace que lui apporte son valet a bien du mal à soulager. Mais cela n'est rien à côté d'apprendre qu'il s'est marié la veille et que la nouvelle Mrs Brittle, son frère et sa fille l'attendent au salon.

Il téléphone alors à son avocat qui accourt aussitôt pour défendre ses intérêts, mais sa fraîche épouse et surtout sa brute de frère ne sont intéressés que par la possibilité de monnayer un arrangement. En manque d'argument, son beau-frère sort un énorme pistolet et Brittle, son avocat et son valet n'ont d'autre issue que de prendre la fuite. Une poursuite s'engage et mène les protagonistes dans un parc d'attractions…

## Fiche technique
- Titre original : Sugar Daddies
- Titre français : Poursuite à Luna-Park
- Réalisation : Fred Guiol
- Directeur de production : Leo McCarey
- Scénario : H. M. Walker
- Image : George Stevens
- Montage : Richard C. Currier
- Producteur : Hal Roach
- Société de production : Hal Roach Studios
- Société de distribution : Pathé Exchange
- Pays de production :  États-Unis
- Langue : Anglais
- Format : Noir et blanc — 35 mm — 1.33:1 — Muet
- Genre : Comédie
- Durée : 20 minutes
- Date de sortie : 10 septembre 1927

## Distribution
- James Finlayson : Cyrus Brittle, le millionnaire
- Stan Laurel : l'avocat de Brittle
- Oliver Hardy : le valet de Brittle
- Noah Young : le frère de la nouvelle épouse
- Charlotte Mineau : la nouvelle Mrs. Brittle
- Edna Marion : la fille de Mrs Brittle
- Eugene Pallette : le sosie d'Hardy
- Jack Hill : Hotel extra
- Charlie Hall : Hotel extra
- Sam Lufkin : le guichetier de la Fun House
- Dorothy Coburn : la jeune-fille dans la Fun House
- Ray Cooke : Groom